# Goderics Eind
Goderics Eind (Engels: Godric's Hollow) is de geboorteplaats van Harry Potter in de Harry Potter-boeken van J.K. Rowling. In de eerste boeken werd "Godric's Hollow" door Wiebe Buddingh', de vertaler van de boeken, vertaald met "Halvemaanstraat". In de latere boeken, toen duidelijk werd dat het om een plaatsnaam en niet om een straatnaam ging, maakte hij er "Goderics Eind" van. In de originele Engelse boeken komt de straatnaam niet voor.
Het dorp is gesticht door Goderic Griffoendor. Er woonden vele bekende tovenaars, zoals Ignotus Prosper, de jongste van de drie broers die de Relieken van de Dood ontvingen. Ook woonde de schrijfster Mathilda Belladonna in dit dorp, net zoals de Potters en de familie Perkamentus.
In het dorp is ook een begraafplaats, waar onder anderen Ignotus Prosper, de zus en de moeder van Albus Perkamentus en James en Lily Potter begraven liggen. Het monument op de begraafplaats is omgetoverd tot een monument voor de Potters (alleen zichtbaar voor tovenaars). De ruïne van het huis van de Potters in de Halvemaanstraat is magisch verborgen voor Dreuzels.

## Trivia
- In de Nederlandse vertaling van de boeken had de vertaler Wiebe Buddingh' aanvankelijk "Godric's Hollow" vertaald als "Halvemaanstraat". Later bleek dat het niet om een straatnaam maar om een plaatsnaam ging, vandaar dat in het laatste boek de vertaalfout werd rechtgezet door "Godric's Hollow" eenmalig te vertalen met "Halvemaanstraat, Goderics Eind". In het vervolg van het verhaal wordt volstaan met te verwijzen naar "Goderics Eind".

- In Zwerkbal door de eeuwen heen wordt "Godric's Hollow" vertaald als "Ochtendwater" en in het zevende deel heeft hij "Ochtendwater" als vertaling gebruikt voor het Engelse "Upper Flagley".